# Daqi 1
Daqi 1 (chinesisch 大氣一號 / 大气一号, Pinyin Dàqì Yīhào – „Atmosphäre 1“) ist ein vom Zentrum für Erdbeobachtung und Daten der Nationalen Raumfahrtbehörde Chinas zusammen mit dem Ministerium für Ökologie und Umweltschutz der Volksrepublik China betriebener Satellit zur Messung von Schadstoffen in der Erdatmosphäre. Er wurde am 15. April 2022 um 18:16 Uhr UTC mit einer Trägerrakete vom Typ Langer Marsch 4C vom Kosmodrom Taiyuan in eine sonnensynchrone Umlaufbahn gebracht.

## Geschichte
Bei der Shanghaier Akademie für Raumfahrttechnologie verfügt man über viel Erfahrung mit Erdbeobachtungssatelliten. So werden zum Beispiel die chinesischen Wettersatelliten der Fengyun-Serie alle dort hergestellt. Zuständig für dieses spezielle Geschäftsfeld ist die Hauptabteilung Meteorologie und Umwelt (气象与环境总体室) des für Satellitenbau zuständigen Forschungsinstituts 509 der Firma im Shanghaier Stadtbezirk Minhang.
Unter der Leitung von Chefingenieur Dong Changzhe (董长哲) befasste man sich dort seit 2013 mit Möglichkeiten, die Konzentration einzelner Spurengase in der Erdatmosphäre vom Weltall aus zu messen.
Ab Januar 2015 fanden, nun mit Unterstützung des dem Chinesischen Amt für Meteorologie unterstehenden Nationalen Zentrums für Satellitenmeteorologie, konkrete Vorstudien für einen Atmosphärenbeobachtungssatelliten statt. Nach der Verabschiedung des Nationalen Programms für die mittel- und langfristige Entwicklung der zivilen Weltraum-Infrastruktur (2015–2025) am 26. Oktober 2015 wurde der Satellit im August 2017 unter dem Arbeitstitel „Satellit zur Überwachung der atmosphärischen Umwelt“ (大气环境监测卫星, im Ausland bekannt als Atmospheric Environment Monitoring Satellite) in dieses Förderprogramm aufgenommen.
Im Frühjahr 2021 war der Bau des Satelliten, der mittlerweile den Namen „Daqi 1“ erhalten hatte, bereits weit fortgeschritten. Es dauerte dann jedoch noch bis zum 12. Januar 2022, bis der Satellit auf einer Sitzung unter Beteiligung von Vertretern der Nationalen Raumfahrtbehörde und des Ministeriums für Ökologie und Umweltschutz (die beiden Behörden, die Daqi 1 später betreiben sollten) für die Auslieferung freigegeben wurde.

## Aufbau
Daqi 1 basiert auf dem SAST5000B-Bus der Shanghaier Akademie für Raumfahrttechnologie. Der drei Tonnen schwere Satellit ist dreiachsenstabilisiert und kann in allen drei Achsen (Rollachse, Nickachse, Gierachse) mit einer Präzision von 0,01° ausgerichtet werden. Als Treibstoff für die Lageregelungstriebwerke dient Methylhydrazin (MMH), als Oxidator eine Lösung von 1 % Stickstoffmonoxid in Distickstofftetroxid/Stickstoffdioxid (MON1). Daqi 1 besitzt einen ausklappbaren, aus vier Solarmodulen bestehenden Solarzellenflügel, der die Nutzlasten mit einer elektrischen Leistung von etwa 15 kW versorgt. Für die Zeiten, in denen sich der Satellit im Erdschatten befindet, besitzt er Akkumulatoren.

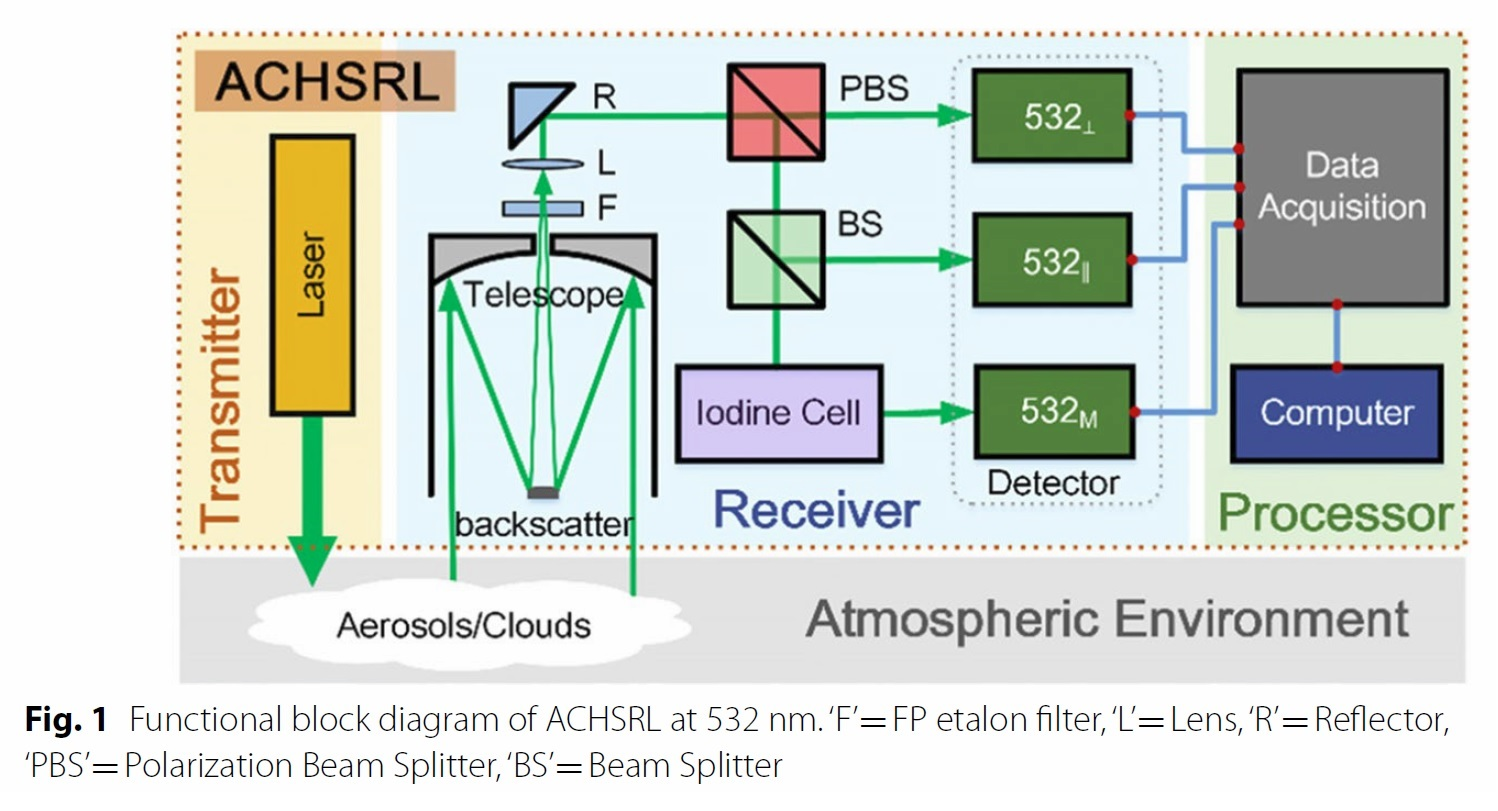
Blockdiagramm des Aerosol- und Wolken-Lidars

Bereits der 2016 gestartete Kohlenstoffdioxid-Überwachungssatellit TanSat, der 2017 gestartete Wettersatellit Fengyun 3D und der 2018 gestartete Erdbeobachtungssatellit Gaofen 5 besaßen Geräte zur Bestimmung des Gehalts an Treibhausgasen in der Atmosphäre. Hier bei handelte es sich jedoch um passive Spektrometer und Kameras, die nur bei Tageslicht und halbwegs wolkenlosem Himmel Messungen durchführen konnten. Daqi 1 wurde nun mit einem aktiven Lidar ausgestattet, dem sogenannten Aerosol and Carbon Dioxide Detection Lidar bzw. ACDL. Das Gerät verfügt über zwei Sendelaser und kann damit auch Messungen auf der Nachtseite der Erde durchführen. Da die Laserstrahlen stark gebündelt sind, besitzt es eine hohe räumliche Auflösung. Einer der Laser, das Aerosol-Cloud High-Spectral-Resolution Lidar bzw. ACHSRL, wird dazu verwendet, Daten über Aerosole und Wolken in verschiedenen Höhenbereichen zu ermitteln. Der zweite Laser (Integrated Path Differential Absorption bzw. IPDA) dient dazu, die CO2-Konzentration in der Atmosphärensäule unter dem Satelliten zu messen.
Drei weitere Nutzlasten wurden von Anhuier Institut für Optik und Feinmechanik beigesteuert. Der Mehrfachwinkel-Polarisations-Bildgeber (Directional Polarimetric Camera bzw. DPC-II) dient ebenfalls zur Charakterisierung von Aerosolen und Wolken. Er wirkt mit dem hochauflösenden Scanpolarimeter zur Beobachtung von PM2,5-Feinstaub (Particulate Observing Scanning Polarization bzw. POSP) zusammen. Letzteres Gerät arbeitet im Bereich zwischen nahem Ultraviolett und nahem Infrarot bei Wellenlängen von 410–2250 nm. Das dritte Gerät aus Hefei ist ein hyperspektrales, im Bereich des sichtbaren Lichts bis hinein in die Ultraviolettstrahlung arbeitendes differenzielles optisches Absorptionsspektrometer (Environmental Trace Gas Monitoring Instrument bzw. EMI-II) zur Messung der Verteilung von Spurengasen (vor allem Stickstoffdioxid, Schwefeldioxid und Ozon) in der Atmosphäre und Dokumentation von deren Veränderung.
Dieses Gerät wird zusammen mit baugleichen Spektrometern auf den im September 2021 bzw. Dezember 2022 gestarteten Satelliten Gaofen 5-02 und Gaofen Hyperspektral betrieben – die drei Satelliten bilden ein Beobachtungsnetzwerk.
Als fünfte Nutzlast verfügt Daqi 1 über einen hyperspektralen Bildgeber mit großer Schwadbreite (Wide Spectral Imager bzw. WSI), ähnlich den beiden Xinghuo- bzw. Spark-Satelliten, die im Dezember 2016 zusammen mit TanSat gestartet wurden.

## Mission
Daqi 1 wurde am 15. April 2022 um 18:16 Uhr UTC mit einer Trägerrakete vom Typ Langer Marsch 4C vom Kosmodrom Taiyuan in eine um 98° zum Äquator geneigte sonnensynchrone Umlaufbahn von zunächst 680 × 690 km Höhe gebracht, die im weiteren Verlauf auf den kreisförmigen Betriebsorbit von 705 km angehoben wurde. Die Umlaufzeit des Satelliten beträgt 99 Minuten, was 14 Erdumkreisungen pro Tag entspricht.
Nach dem Start gab es eine mehrmonatige Kalibrierungsphase, im Dezember 2022 sollte mit den regulären Messungen begonnen werden. Die erwartete Lebensdauer des Satelliten beträgt acht Jahre.
Ein weiterer Atmosphärenbeobachtungssatellit, Daqi 2, befand sich im März 2021 in Entwicklung. Jener Satellit soll die Treibhausgase in der Erdatmosphäre mit hoher Präzision vermessen, um das Ministerium für Ökologie und Umweltschutz der Volksrepublik China mit zuverlässigen Daten zu versorgen, auf deren Basis Maßnahmen ergriffen werden können. Daneben sollen Daqi 1 und Daqi 2, als Satellitenkonstellation operierend, die wissenschaftliche Forschung zum globalen Klimawandel unterstützen.